# Isábena (Fluss)

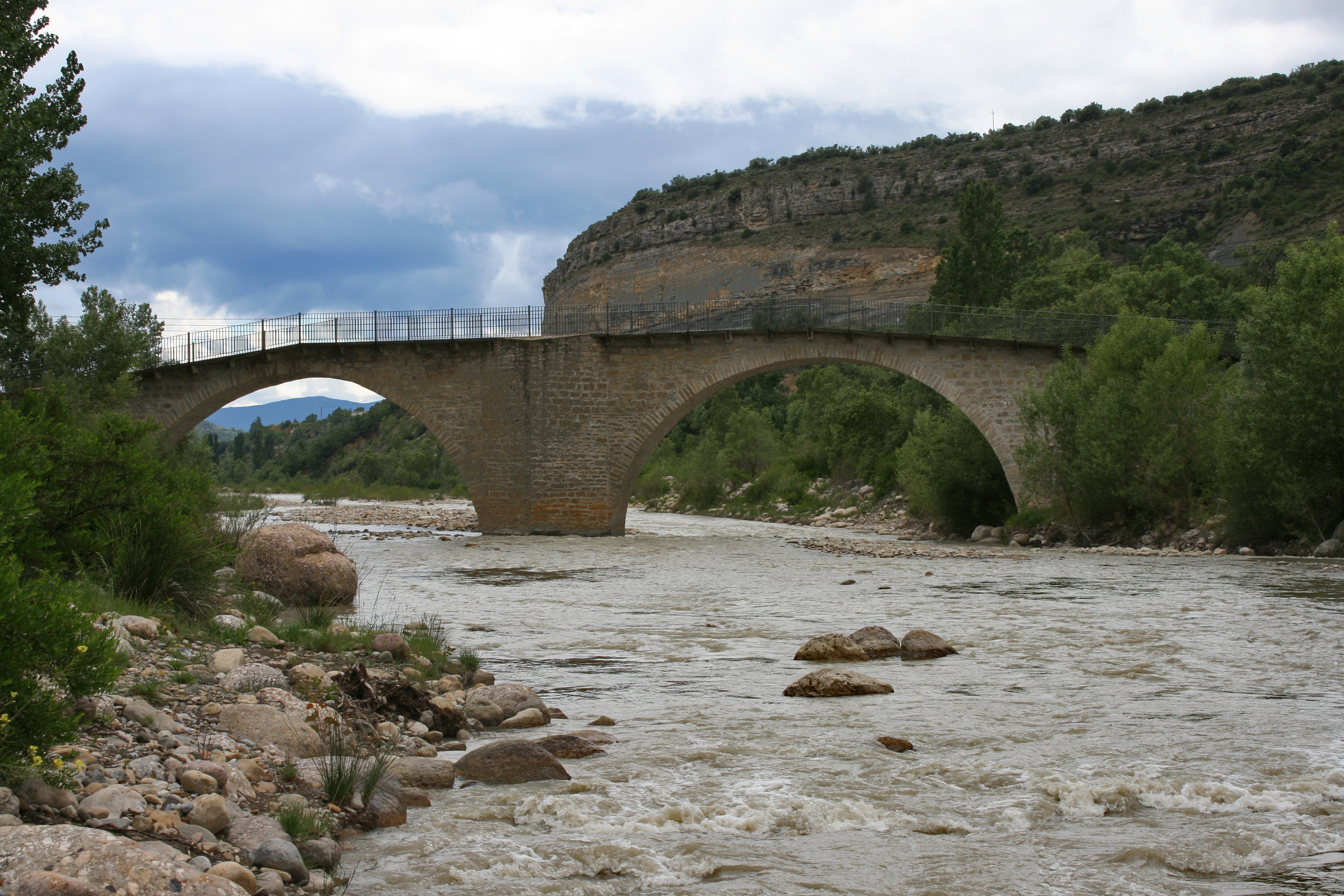
Brücke bei La Puebla de Roda

Der Isábena (spanisch: Río Isábena; aragonesisch: río Isabana; katalanisch: Riu Isàvena) ist ein Fluss in Aragonien im Nordosten Spaniens. Er entwässert über den Ésera, dessen linken Hauptzufluss er bildet, den Cinca und den Segre zum Ebro. Die Flusslänge dürfte rund 60 km betragen.

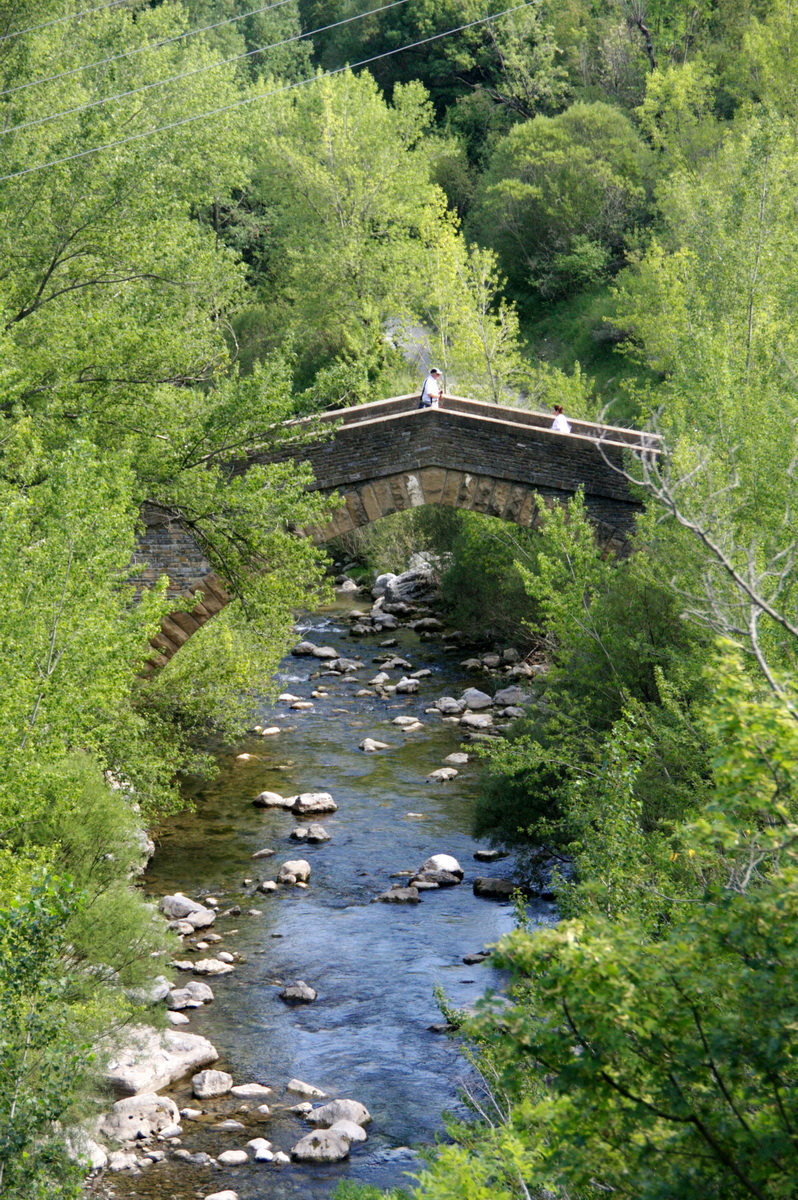
Brücke über den Isábena bei dem Kloster Santa María de Obarra

Der Isábena entspringt in 2.400 m Meereshöhe in der Mulde Es Sebollés zwischen dem Pico Gallinero und dem Pico Cibollés in den aragonesischen Pyrenäen. Er durchfließt mit mehreren Schluchten, darunter dem Congosto de Obarra, die Comarca Ribagorza. Der Fluss durchfließt die Gemeinden Beranuy, Isábena (Huesca) mit dem alten Bischofssitz Roda de Isábena in südsüdwestlicher Richtung und wendet sich dann nach Westen, bis er in Graus den Río Esera erreicht. Das Gebiet des oberen Isábena ist katalanischsprachig und gehört der Franja de Aragón an, das des unteren aragonesischsprachig mit zahlreichen graduellen Übergangsformen.

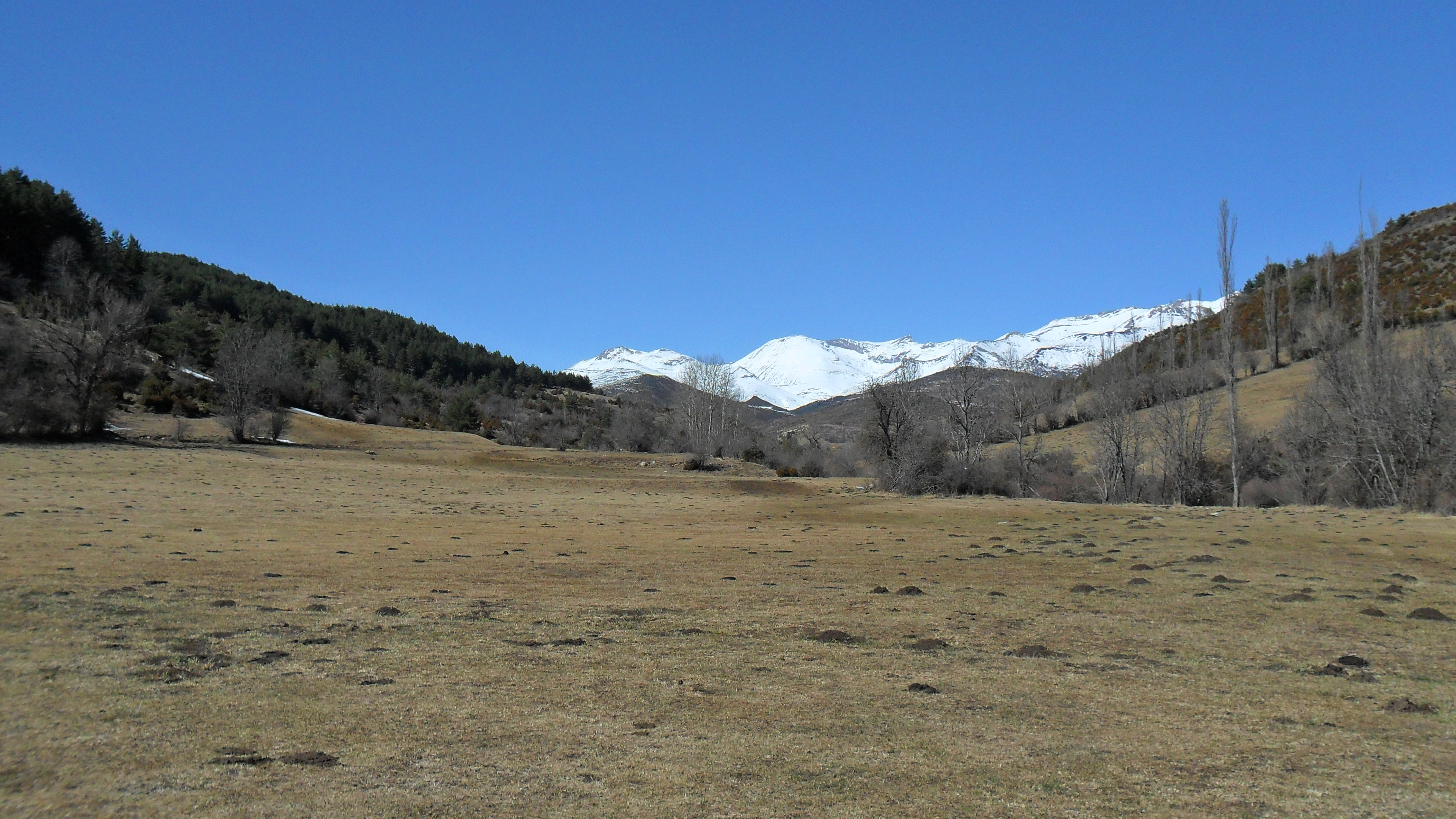
Das Tal des Isábena ca. 1,5 km südwestlich des Dorfes Señiu